# Кубок Азии по волейболу среди женщин 2014
4-й розыгрыш Кубка Азии по волейболу среди женщин прошёл с 6 по 12 сентября 2014 года в Шэньчжэне (Китай) с участием 8 национальных сборных команд. Чемпионский титул в 3-й раз в своей истории выиграла сборная Китая.  

## Команды-участницы
Таиланд, Япония, Южная Корея, Китай, Казахстан, Вьетнам, Тайвань, Иран (8 лучших команд по итогам чемпионата Азии 2013 года).

## Система проведения турнира
8 команд-участниц на предварительном этапе разбиты на две группы. Согласно занятых мест в группах все участники распределены на пары в 1/4-финала плей-офф. Победители пар выходят в полуфинал и по системе с выбыванием разыгрывают 1—4-е места. Итоговые 5—8-е места по такой же системе разыгрывают проигравшие в 1/4-финала.

## Предварительный этап

### Группа А
| М | Команда     | 1   | 2   | 3   | 4   | И | В | П | С/П | О |
| - | ----------- | --- | --- | --- | --- | - | - | - | --- | - |
| 1 | Китай       |     | 3:0 | 3:0 | 3:0 | 3 | 3 | 0 | 9:0 | 9 |
| 2 | Южная Корея | 0:3 |     | 3:0 | 3:0 | 3 | 2 | 1 | 6:3 | 6 |
| 3 | Вьетнам     | 0:3 | 0:3 |     | 3:1 | 3 | 1 | 2 | 3:7 | 3 |
| 4 | Иран        | 0:3 | 0:3 | 1:3 |     | 3 | 0 | 3 | 1:9 | 0 |

6 сентября: Китай — Вьетнам 3:0 (25:16, 25:15, 25:12); Южная Корея — Иран 3:0 (25:11, 25:11, 25:13).
7 сентября: Китай — Иран 3:0 (25:17, 25:13, 25:22); Южная Корея — Вьетнам 3:0 (25:13, 25:16, 25:19).
8 сентября: Вьетнам — Иран 3:1 (25:20, 24:26, 25:20, 25:20); Китай — Южная Корея 3:0 (26:24, 25:22, 25:22).

### Группа В
| М | Команда   | 1   | 2   | 3   | 4   | И | В | П | С/П | О |
| - | --------- | --- | --- | --- | --- | - | - | - | --- | - |
| 1 | Казахстан |     | 3:0 | 3:2 | 3:0 | 3 | 3 | 0 | 9:2 | 8 |
| 2 | Япония    | 0:3 |     | 3:0 | 3:0 | 3 | 2 | 1 | 6:3 | 6 |
| 3 | Тайвань   | 2:3 | 0:3 |     | 3:2 | 3 | 1 | 2 | 5:8 | 3 |
| 4 | Таиланд   | 0:3 | 0:3 | 2:3 |     | 3 | 0 | 3 | 2:9 | 1 |

6 сентября: Казахстан — Япония 3:0 (25:23, 25:23, 25:18); Тайвань — Таиланд 3:2 (25:21, 25:23, 15:25, 17:25, 15:13).
7 сентября: Япония — Тайвань 3:0 (25:20, 25:16, 25:17); Казахстан — Таиланд 3:0 (25:20, 25:22, 25:17).
8 сентября: Казахстан — Тайвань 3:2 (20:25, 24:26, 25:16, 25:20, 15:10); Япония — Таиланд 3:0 (26:24, 25:17, 25:23).

## Плей-офф

### Четвертьфинал
10 сентября
Южная Корея — Тайвань 3:0 (25:16, 25:18, 27:25)
Япония — Вьетнам 3:1 (25:21, 20:25, 25:14, 25:13)
Казахстан — Иран 3:1 (20:25, 25:16, 25:18, 25:15)
Китай — Таиланд 3:0 (25:18, 25:19, 25:22)

### Полуфинал за 1—4 места
11 сентября
Южная Корея — Казахстан 3:0 (25:18, 25:15, 25:21)
Китай — Япония 3:0 (25:18, 25:19, 25:15)

### Полуфинал за 5—8 места
11 сентября
Тайвань — Иран 3:1 (21:25, 25:19, 25:16, 25:16)
Таиланд — Вьетнам 3:0 (25:23, 25:22, 27:25)

### Матч за 7-е место
12 сентября
Иран — Вьетнам 3:0 (25:15, 25:19, 25:23).

### Матч за 5-е место
12 сентября
Таиланд — Тайвань 3:0 (25:17, 25:21, 25:17).

### Матч за 3-е место
12 сентября
Казахстан — Япония 3:2 (26:28, 25:23, 25:14, 19:25, 15:7).

### Финал
12 сентября
Китай — Южная Корея 3:0 (28:26, 26:24, 25:22).

## Итоги

### Положение команд
| Китай       |
| Южная Корея |
| Казахстан   |
| 4. Япония   |
| 5. Таиланд  |
| 6. Тайвань  |
| 7. Иран     |
| 8. Вьетнам  |

### Призёры
Китай: Янь Ни, Яо Ди, Инь На, Ван Цянь, Дин Ся, Чжан Чаннин, Ли Цзин, Чжан Сяоя, Лю Яньхань, Хуан Люянь, Ван Ци, Цяо Тин. Главный тренер — Лан Пин.
  Южная Корея: Ли Хё Хи, Ким Хи Чжин, Ким Хэ Ран, Ли Чже Он, Ли Дэ Ён, Ким Ён Гун, Хан Сон И, Пак Чжон А, Ян Хё Чжин, Пэ Ю На, Пэк Мок Хва. Главный тренер — Ли Сон Гу.
  Казахстан: Татьяна Мудрицкая, Людмила Исаева, Сана Анаркулова, Людмила Анарбаева, Ольга Наседкина, Алёна Омельченко, Коринна Ишимцева, Ирина Лукомская, Марина Стороженко, Радмила Береснева, Инна Матвеева, Татьяна Фендрикова. Главный тренер — Александр Гутор.

### Индивидуальные призы
| - MVP Янь Ни - Лучшая связующая Дин Ся - Лучшие центральные блокирующие Янь Ни Ян Хё Чжин | - Лучшая диагональная нападающая Ким Ён Гун - Лучшие нападающие-доигровщики Чжан Чаннин Лю Яньхань - Лучшая либеро Торигоэ Мику |